# Half Light
(tag-line del film)
Half Light è un film thriller statunitense del 2006 diretto da Craig Rosenberg, con protagonista Demi Moore.

## Trama
Rachel Carlson è una brillante scrittrice di grande successo che conduce una felicissima vita insieme al compagno Brian, aspirante scrittore che soffre di un forte senso di inferiorità nei confronti di Rachel, ed al piccolo Tommy avuto da una precedente relazione. Un giorno però a causa di una incauta distrazione della donna che aveva lasciato aperto il cancello che dava accesso al canale, Tommy cade nell'acqua adiacente alla loro abitazione e perde la vita. Dopo otto mesi dalla tragedia, Rachel, ancora distrutta dal dolore, non riesce ad andare avanti con il lavoro e non trova alcun conforto in Brian. Per poter riprendere a scrivere, Rachel decide di trascorrere qualche mese in una casa nella sperduta località di Ingonish Cove, in Scozia. Il luogo è suggestivo, e la gente locale si dimostra accogliente con Rachel, ciò nonostante la donna è continuamente disturbata da terribili incubi ed inquietanti visioni che riguardano il figlio. Fino al giorno in cui incontra Angus McCulloch, giovane guardiano del faro e vedovo.
Rachel ed Angus stringono amicizia ed in brevissimo tempo iniziano anche una tenera relazione sentimentale. Tuttavia Rachel viene a sapere dagli abitanti di Ingonish Cove che il faro è disabitato da anni, precisamente da quando il guardiano Angus trovò la moglie con un altro uomo. Secondo il racconto Angus uccise i due amanti e si suicidò. Confusa e spaventata, Rachel chiama la sua migliore amica ed editrice Sharon che decide di raggiungerla. Le due donne si recano al faro e lo trovano completamente abbandonato e diverso da come lo aveva visto Rachel fino a qualche giorno prima. Sconvolta, Rachel vede comparire il fantasma di Angus alle spalle di Sharon ed ucciderla. Rachel fugge via a cercare aiuto, ma al suo ritorno non c'è traccia del cadavere dell'amica.
In realtà Sharon è in combutta con Brian, con cui ha una relazione clandestina: i due hanno organizzato un piano per far credere pazza Rachel ed eliminarla. Quello che Rachel pensa sia il fantasma di Angus, in realtà, è un uomo assoldato dai due amanti. Nel finale del film Rachel, sul punto di essere uccisa da Brian e Sharon, è aiutata proprio dal loro complice nel corpo del quale il fantasma di Angus è entrato: dopo averla salvata, l'uomo, ancora posseduto dallo spettro, si uccide gettandosi dal faro.
Rachel tornata a casa riesce finalmente ad aprire il cancello che dalla morte del figlio non era più riuscita ad oltrepassare.